# Mangifera decandra
Mangifera decandra är en sumakväxtart som beskrevs av Ding Hou. Mangifera decandra ingår i släktet Mangifera och familjen sumakväxter. Inga underarter finns listade i Catalogue of Life.